# Museu Torre Balldovina
El Museu Torre Balldovina de Santa Coloma de Gramenet, a la comarca del Barcelonès, és un museu local pluridisciplinari que té per objectiu protegir, conservar, estudiar i difondre el patrimoni cultural i natural del territori, tot col·laborant amb les entitats públiques i privades de la ciutat. El Museu, que forma part de la Xarxa de Museus Locals de la Diputació de Barcelona, atén tant les col·leccions que formen el seu fons com el patrimoni monumental de Santa Coloma conservat in situ.

## Edifici
La seu del museu és la Torre Balldovina, un edifici que ha sofert diverses transformacions al llarg del temps: torre de defensa al segle xi, edifici de caràcter agrícola al segle xiv, gran casal al segle xviii i, finalment, residència d'estiueig de la família de l'escriptor Josep Maria de Sagarra. L'any 1972 va ser adquirida per l'Ajuntament i acull des de 1987 el Museu Municipal i l'Arxiu Històric de la Ciutat.

## Història

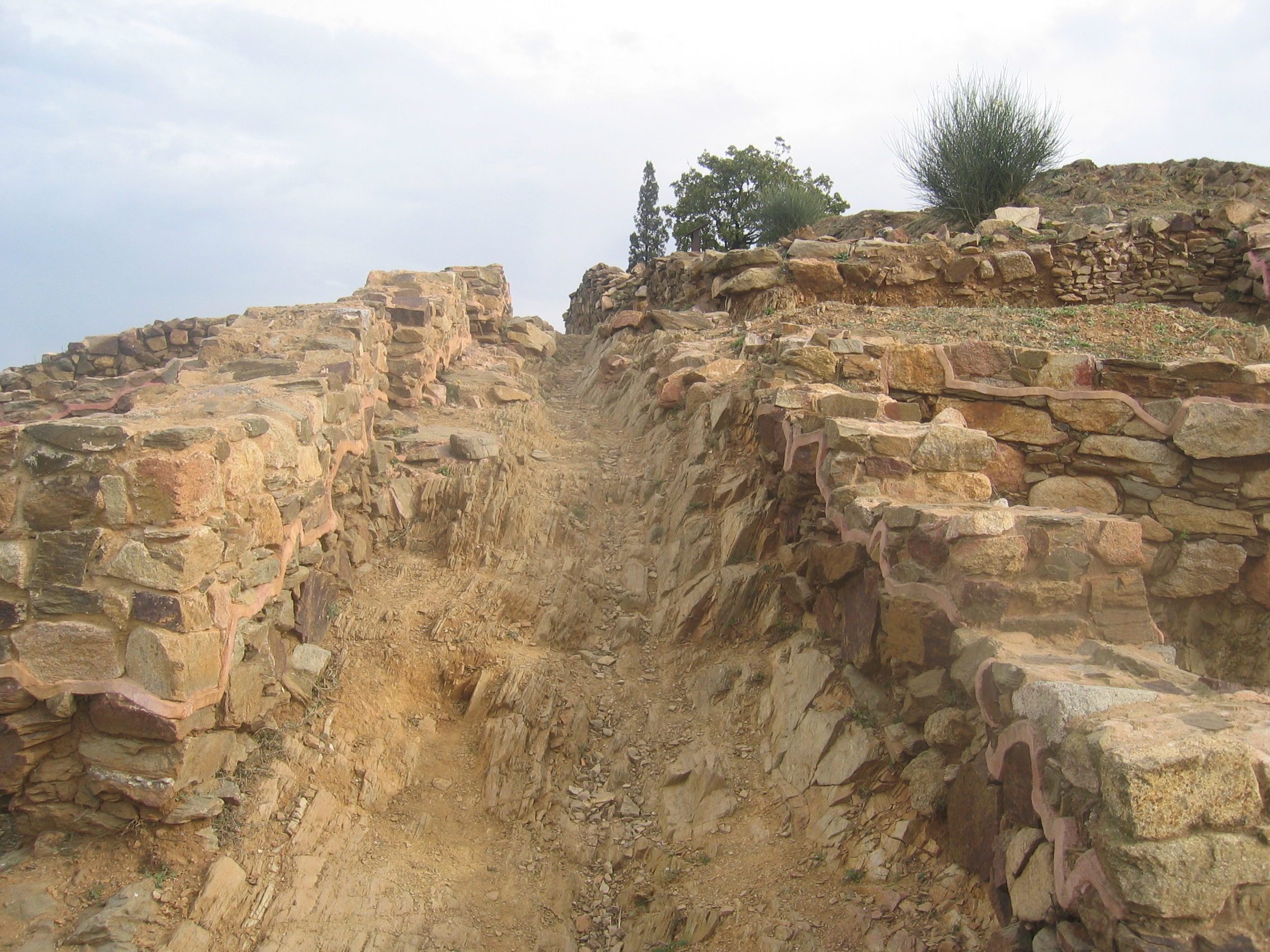
Poblat ibèric del Puig Castellar

El museu té el seu origen en les primeres troballes fetes per Mn. Joan Palà i Ferran de Sagarra l'any 1902 de fragments de terrissa als vessants del turó del Pollo, les quals donaren lloc al descobriment del jaciment del Puig Castellar. Els materials arqueològics trobats en les excavacions al Puig Castellar als anys 50 i dipositats al Centre Excursionista Puigcastellar, d'una banda, i la quantitat de materials de ciències naturals recollits pels membres de la Secció d'Estudis del CEP, de l'altra, porten l'Ajuntament a obrir les portes del Museu Puig Castellar l'any 1974. L'aportació de noves donacions i l'interès que el museu va despertar entre la població de Santa Coloma van fer necessària la creació d'un nou museu que disposés d'un espai i d'unes instal·lacions més adients per a la conservació dels materials i l'exposició al públic. L'any 1982 l'Ajuntament i membres del Museu Puig Castellar arriben a un acord per fer un nou museu, el Museu Torre Balldovina.
El museu s'inaugurà el 1987 i a partir de 1995 s'amplià l'oferta de serveis amb una sala d'actes i una aula-taller pel treball escolar.

## Fons

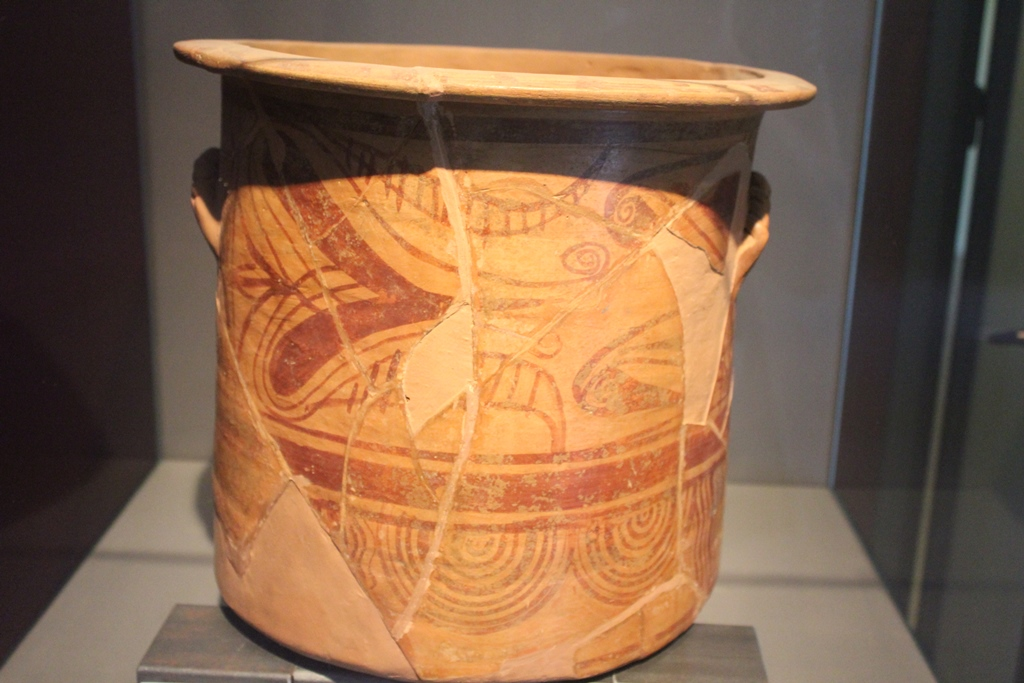
Càlat de ceràmic ibèric

De les col·leccions que formen l'actual fons del Museu Torre Balldovina destaquen els materials arqueològics ibèrics procedents del poblat del Puig Castellar i de l'assentament de Can Calvet, els materials medievals procedents del Molí d'en Ribé (molí fariner del segle xiv) i del Mas Fonollar, i els objectes testimonis de la vida agrícola de la Santa Coloma rural. El seu fons comprèn, també, una important col·lecció d'història natural, generada al voltant de la col·lecció Castells, que abasta espècimens locals i forans de geologia, paleontologia, botànica i zoologia. En els darrers anys s'ha iniciat, a més, un fons d'art vinculat a la programació d'exposicions temporals de la ciutat.

## Exposició permanent
L'exposició de referència, anomenada «Santa Coloma de Gramenet: la muntanya, el riu, la ciutat» reflecteix la història i la continuïtat del territori colomenc i la seva població, des de l'assentament dels ibers al Puig Castellar fins al moment actual, a partir dels tres elements físics bàsics del terme: la muntanya (Puig Castellar), el riu (Besòs) i la ciutat (Santa Coloma), cadascun d'ells vinculat al desenvolupament dels diferents temps històrics de Santa Coloma.

## Exposicions temporals
El museu disposa d'una sala d'exposicions temporals des de 1986 que es dedica a mostrar tant exposicions de temàtica local com exposicions itinerants de la Diputació de Barcelona.